# Amorpha robinsonii
Amorpha robinsonii är en fjärilsart som beskrevs av Butler 1877. Amorpha robinsonii ingår i släktet Amorpha och familjen svärmare. Inga underarter finns listade i Catalogue of Life.